# Nico Patschinski
Nico Patschinski (Kelet-Berlin, Német Demokratikus Köztársaság, 1976. november 8. –) német labdarúgó, a Niendorfer TSV csatára.